# Mate Baturina
Mate Baturina (né le 1er août 1973 en ex-Yougoslavie) est un joueur de football croate.

## Palmarès
Hajduk Split
- Vainqueur de la Coupe de Croatie en 2000.

 Grasshopper Zurich
- Champion de Suisse en 2001 et 2003.